# Alexander Heckmann
Alexander Heckmann (* 17. August 1908 in Balzer; † 1994 in Batumi; russisch Александр Иоганнесович Гекман, wiss. Transliteration Aleksandr Iogannesovič Gekman) war ein wolgadeutscher Politiker (KPdSU), letzter Regierungschef sowie Vorsitzender des Rates der Volkskommissare der Autonomen Sozialistischen Sowjetrepublik der Wolgadeutschen (ASSR) und Mitglied des Obersten Sowjet der UdSSR.

## Leben
Heckmann wurde in der Familie eines Maurers im Dorf Goly Karamysh (deutsche Name Balzer; heute Teil der Stadt Krasnoarmejsk) geboren. Ab dem Alter von zehn Jahren arbeitete er als Spulenhandwerker und Poster. 1922 trat er in den Komsomol ein und beteiligte sich aktiv am Aufbau einer Pionierorganisation in Balzer. 1926 trat er in die Arbeiterfakultät von Saratow ein. 1930 trat er der Kommunistischen Partei bei. 1934 absolvierte er das Saratower Institut für landwirtschaftliche Mechanisierung. Als Student beteiligte er sich aktiv an der Kollektivierung und Entkulakisierung im Gebiet. Ab 1935 arbeitete er als Elektroingenieur in Betrieben der Volkskommissariate für lokale Industrie und Landwirtschaft. Im September 1937 wurde er zum Volkskommissar für Leichtindustrie der ASSR der Wolgadeutschen ernannt. 
Im Februar 1938 wurde er zum 2. Sekretär des Regionalkomitees der Kommunistischen Partei der ASSR gewählt. Am 20. Juni 1938 ernannte ihn das Präsidium des Zentralen Exekutivkomitees der ASSR zum Vorsitzenden des Rates der Volkskommissare der ASSR. Auf der 1. Sitzung des Obersten Sowjets der ASSR, die vom 25. bis 27. Juli 1938 stattfand, wurde seine Kandidatur genehmigt. Er war von Juli 1938 bis September 1941 Vorsitzenden des Rates der Volkskommissare der ASSR.
Am 12. Dezember 1937 wurde er zum Abgeordneten des Obersten Sowjets der UdSSR (in den Nationalitätenrat) des Wahlkreises Krasnoarmejsk der ASSR gewählt. Am 26. Juni 1938 wurde er zum Abgeordneten des Obersten Sowjets der RSFSR der 1. Wahlperiode des Wahlkreises Balzer der ASSR der Wolgadeutschen gewählt. Er übernahm den Posten des stellvertretenden Vorsitzenden des Präsidiums des Obersten Sowjets. Seine Abberufung erfolgte am 27. März 1944; offiziell weil er den Kontakt zu seinen Wählern verloren hatte.
Am 13. und 14. Juli 1941 appellierte er zusammen mit dem Vorsitzenden des Obersten Sowjets der ASSR Konrad Hoffmann, an das deutsche Volk, nicht das Blut des Sowjetvolkes zu vergießen und die Waffen gegen Hitler und die "faschistischen Kannibalen" zu richten.
Am 1. September 1941 wurde er gemäß dem Dekret vom 28. August 1941 „Über die Umsiedlung der in der Wolgaregion lebenden Deutschen“ mit seiner Familie nach Minussinsk in der Region Krasnojarsk deportiert. Am 5. September 1941 wurde er in Abwesenheit seines Amtes enthoben. In Minussinsk arbeitete er für ein paar Monate als Elektroingenieur im städtischen Kraftwerk. Ab Januar 1942 war er in der Arbeitsarmee in Wjatlag im Kirow-Gebiet. Hier wurde er Sekretär der Parteiorganisation der mobilisierten 12. Holzfällerbrigade. Nach seinem Ausschluss aus der Kommunistischen Partei wurde er von diesem Posten entfernt. Versetzung nach Basstroi im Gebiet-Swerdlowsk. Wo er bis Mai 1944 leitender Disponent der Bauabteilung des NKWD Bogoslowsk Aluminiumwerks war.
Am 22. Mai 1944 wurde er im Fall der „Führung der ehemaligen ASSR der Deutschen des Wolgagebietes“ verhaftet. Am 9. August 1946 wurde er wegen „antisowjetischer Propaganda“ mit nationalistischem Hintergrund angeklagt und zu 4 Jahren Freiheitsstrafe verurteilt. Er wurde durch die Entscheidung des Präsidiums des Bezirksgerichts Swerdlowsk vom 12. März 1959 rehabilitiert. Nach seiner Entlassung aus dem Gefängnis im Jahr 1948 arbeitete er als Energieingenieur in der Streichholzfabrik Bijsk. Ab 1957 war er Mitarbeiter des Designinstituts in Batumi.